# Campeonato Mundial de Bodyboard de la ISA

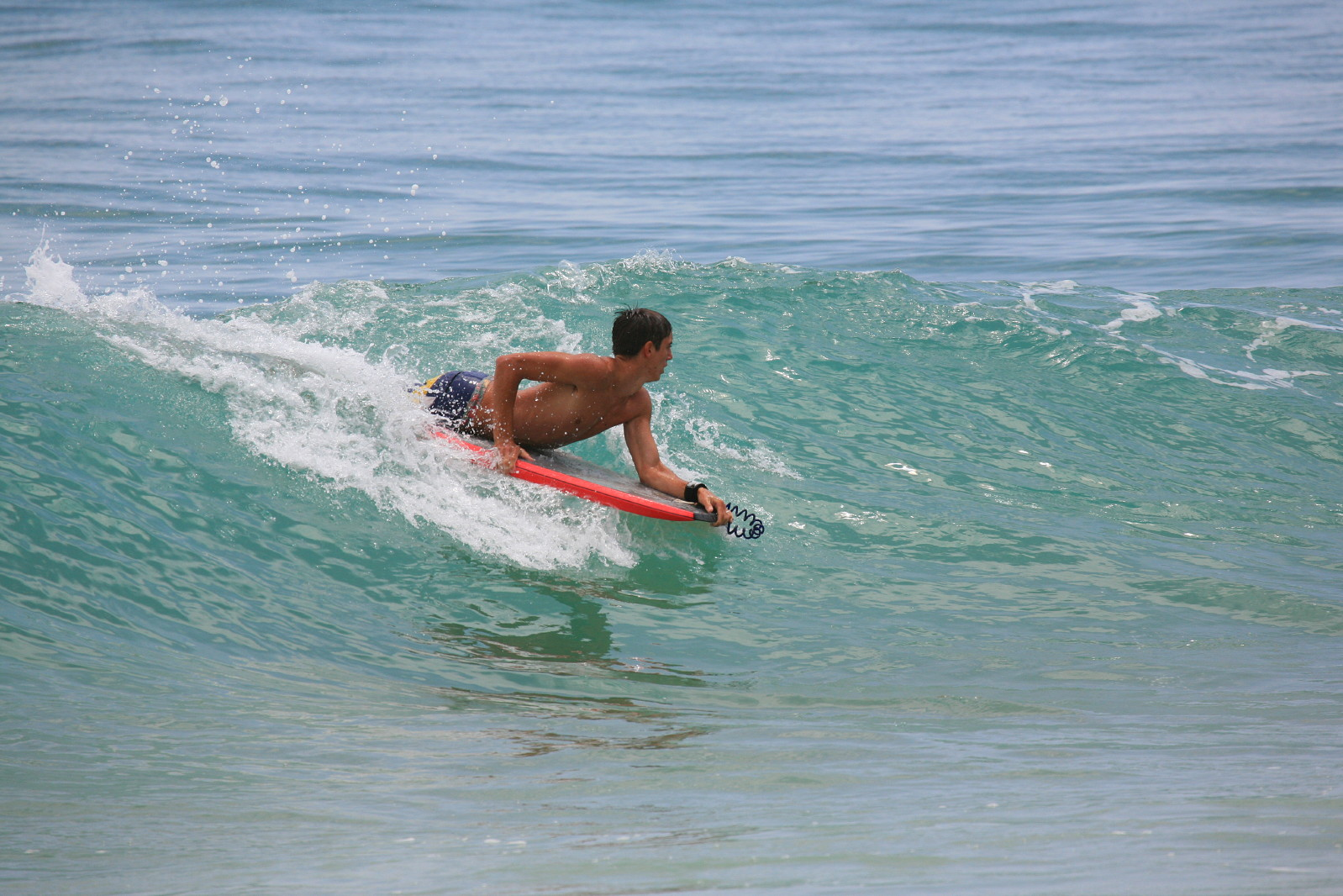
Un varón practicando bodyboard.

El Campeonato del Mundo de Bodyboard de la ISA, oficialmente llamada ISA World Bodyboard Championship, es una competición organizada por la Asociación Internacional de Surf para definir a los mejores exponentes y selecciones de bodyboard afiliados a dicha entidad. Se premia a las siguientes categorías: hombres, mujeres, junior masculino, junior femenino, dropknee, aloha y equipos. El penúltimo es una competencia de relevos entre los integrantes de las selecciones, mientras el último es el resultado codificado de todas la anteriores categorías.
Cabe recordar que a 2017 la ISA ha realizado 16 eventos mundiales para premiar campeones mundiales de bodyboard, siendo el primero celebrado en Puerto Rico, en 1988, ocasión donde el estadounidense Chris Cunninghan entró a la historia como el primer galardonado con una presea de oro. Sin embargo, el formato de competición y de condecoraciones ha variado a lo largo del tiempo, primero como una categoría individual única, hasta que en 1996 se comienza a hacer distinción por el género de los participantes, a través de categorías para hombres y mujeres; recién desde 2011 la ISA empieza a ofrecer medallas al trabajo en equipos de bodyboard, con la subdivisión anteriormente mencionada, basada en géneros, edades y submodalidades.

## Palmarés

### Campeonato por equipos
| Año  | Sede                      | Oro             | Plata             | Bronce            | Cuarto             |
| ---- | ------------------------- | --------------- | ----------------- | ----------------- | ------------------ |
| 2011 | Islas Canarias, España    | Francia (5.860) | España (4.871)    | Marruecos (3.830) | Australia (3.813)  |
| 2012 | Isla Margarita, Venezuela | Brasil (9.368)  | Francia (8.645)   | Venezuela (8.449) | Sudáfrica (7.258)  |
| 2013 | Playa Parguito, Venezuela | Brasil (9.585)  | Venezuela (9.119) | Chile (8.189)     | Costa Rica (6.595) |
| 2014 | Iquique, Chile            | Chile (8.738)   | Francia (8.565)   | Sudáfrica (8.336) | Portugal (7.227)   |
| 2015 | Iquique, Chile            | Brasil (5.246)  | Chile (4.963)     | Francia (4.506)   | Perú (4.313)       |

### Campeonato masculino
| Año                         | Sede                             | Oro                         | Plata                       | Bronce                      | Cuarto                      |
| Campeonato individual único | Campeonato individual único      | Campeonato individual único | Campeonato individual único | Campeonato individual único | Campeonato individual único |
| --------------------------- | -------------------------------- | --------------------------- | --------------------------- | --------------------------- | --------------------------- |
| 1988                        | Aguadilla, Puerto Rico           | Chris Cunninghan            | Kainoa Magee                | Evaris Merced               | Stephane Sisco              |
| 1990                        | Chiba, Japón                     | Jackie Buder                | Fabio Aquino                | Nicholas Capdeville         | Stephane Sisco              |
| 1992                        | Lacanau, Francia                 | Nicholas Capdeville         | Brian Wise                  | Rodolfo Fiuze               | Mathieu Walbrou             |
| 1994                        | Río de Janeiro, Brasil           | Jefferson Anute             | Nicholas Capdeville         | Dave Ballard                | Frank Sykes                 |
| Campeonato masculino        |                                  |                             |                             |                             |                             |
| 1996                        | Huntington Beach, Estados Unidos | Guilherme Tamega            | N. Stephenson               | Steve McKenzie              | Luis Benítez                |
| 1998                        | Lisboa, Portugal                 | Gonçalo Faria               | Michael Eppiestum           | Alistair Taylor             | Nicholas Capdeville         |
| 2000                        | Maracaípe, Brasil                | Guilherme Tamega            | Oswald Hare                 | Gonçalo Faria               | David Pérez                 |
| 2002                        | Durban, Sudáfrica                | Nicholas Capdeville         | Emilio Tabare               | Phillip Rodrigues           | Uri Valadão                 |
| 2004                        | Ecuador, Ecuador                 | Andrew Lester               | Yeray Martínez              | Álvaro Padrón               | Nicholas Capdeville         |
| 2006                        | Huntington Beach, Estados Unidos | Manuel Centeno              | Hugo Pinheiro               | Andrew Lester               | Álvaro Padrón               |
| 2008                        | Lisboa, Portugal                 | Marcus Lima                 | Manuel Centeno              | Hugo Pinheiro               | David Lee                   |
| 2011                        | Islas Canarias, España           | Pierre Luis Costes          | Amaury Laverhne             | Lachlan Cramsie             | Yeray Martínez              |
| 2012                        | Isla Margarita, Venezuela        | Eder Luciano                | Sergio Alonso               | Yoan Floratin               | Sergio Luiz                 |
| 2013                        | Playa Parguito, Venezuela        | Eder Luciano                | Roberto Bruno               | Gabriel Brantes             | Enyer Moncada               |
| 2014                        | Iquique, Chile                   | Tristan Roberts             | Amaury Laverhne             | Gabriel Brantes             | Jeremy Arnoux               |
| 2015                        | Iquique, Chile                   | Eder Luciano                | Alan Muñoz                  | Miguel Rodríguez            | Matías Díaz                 |

### Campeonato femenino
| Año  | Sede                             | Oro                 | Plata               | Bronce              | Cuarto            |
| ---- | -------------------------------- | ------------------- | ------------------- | ------------------- | ----------------- |
| 1996 | Huntington Beach, Estados Unidos | Daniela Freitas     | Dora Gomes          | Mady Slater         | Aoi Koike         |
| 1998 | Lisboa, Portugal                 | Dora Gomes          | Mariana Nogueira    | Vicky Gleason       | Nura Leal         |
| 2000 | Maracaípe, Brasil                | Karla Costa         | Chasity Baltazar    | Eunate Aguirre      | Kira Lyewellin    |
| 2002 | Durban, Sudáfrica                | Neymara Carvalho    | Heloise Bourroux    | Chiaky Okuyama      | Dora Gomes        |
| 2004 | Ecuador, Ecuador                 | Kira Lyewellin      | Neymara Carvalho    | Marina Taylor       | Claire McGowan    |
| 2006 | Huntington Beach, Estados Unidos | Kira Lyewellin      | Neymara Carvalho    | Natasha Sagardia    | Heloise Bourroux  |
| 2008 | Lisboa, Portugal                 | Natasha Sagardia    | Heloise Bourroux    | Rita Pires          | Lilly Pollard     |
| 2011 | Islas Canarias, España           | Isabela Sousa       | Anne Cécile Lacoste | Alexandra Rinder    | Ruth Parra        |
| 2013 | Playa Parguito, Venezuela        | Neymara Carvalho    | Luz Grande          | Giselle Caselli     | Lumar Guittard    |
| 2014 | Iquique, Chile                   | Teresa Almeida      | Neymara Carvalho    | Anne Cécile Lacoste | Yuleiner González |
| 2015 | Iquique, Chile                   | Anne Cécile Lacoste | Neymara Carvalho    | Joana Schenker      | Ayaka Suzuki      |

### Campeonato de dropknee
| Año  | Sede                      | Oro             | Plata            | Bronce          | Cuarto               |
| ---- | ------------------------- | --------------- | ---------------- | --------------- | -------------------- |
| 2011 | Islas Canarias, España    | Ardiel Jiménez  | Dylan Van Tonder | Luis Pereira    | Amaury Laverhne      |
| 2013 | Playa Parguito, Venezuela | Luis Rodríguez  | William Fallas   | Renato Arellano | José María Henríquez |
| 2014 | Iquique, Chile            | Amaury Laverhne | César Bauer      | Iain Campbell   | Ángelo Freda         |
| 2015 | Iquique, Chile            | Luis Rodríguez  | César Bauer      | Renato Arellano | Daniel Alves         |

### CampeonatoAloha Cup
| Año  | Sede                      | Oro               | Plata            | Bronce             | Cuarto            |
| ---- | ------------------------- | ----------------- | ---------------- | ------------------ | ----------------- |
| 2012 | Isla Margarita, Venezuela | Venezuela (SD)    | Francia (SD)     | Brasil (SD)        | Sudáfrica (SD)    |
| 2013 | Playa Parguito, Venezuela | Venezuela (56.01) | Brasil (50.26)   | Costa Rica (30.26) | Chile (29.56)     |
| 2014 | Iquique, Chile            | Francia (68.79)   | Portugal (68.77) | Brasil (63.83)     | Venezuela (60.03) |
| 2015 | Iquique, Chile            | Francia (SD)      | Chile (SD)       | Portugal (SD)      | Japón (SD)        |

### Campeonato juvenil
| Año                         | Sede                        | Oro                         | Plata                       | Bronce                      | Cuarto                      |
| Campeonato individual único | Campeonato individual único | Campeonato individual único | Campeonato individual único | Campeonato individual único | Campeonato individual único |
| --------------------------- | --------------------------- | --------------------------- | --------------------------- | --------------------------- | --------------------------- |
| 2011                        | Islas Canarias, España      | Eduardo Rodríguez           | Anass Haddar                | Oliver Rinder               | Matías Díaz                 |
| Campeonato masculino        |                             |                             |                             |                             |                             |
| 2013                        | Playa Parguito, Venezuela   | Jefferson Bustos            | Luis Briceño                | Marcyus Thompson            | Gonzalo Espinoza            |
| 2014                        | Iquique, Chile              | Yoshua Toledo               | Tristan Roberts             | Sócrates Santana            | Alexandre Castillo          |
| 2015                        | Iquique, Chile              | Yoshua Toledo               | Sócrates Santana            | Stephanos Kokorelis         | Milo Delage                 |
| Campeonato femenino         |                             |                             |                             |                             |                             |
| 2013                        | Playa Parguito, Venezuela   | Glorielys Oropeza           | Catalina Hernández          | —                           | —                           |
| 2014                        | Iquique, Chile              | Carolina Botteri            | Anaís Véliz                 | Magdalena Guerra            | Yumi Vasconcellos           |
| 2015                        | Iquique, Chile              | Shiori Okazawa              | Victoria Moraes             | Kim Veteau                  | Anaís Véliz                 |

## Resumen de ediciones
Medallero de todas las categorías
| Núm. | País            | Oro | Plata | Bronce | Total |
| ---- | --------------- | --- | ----- | ------ | ----- |
| 1    | Brasil          | 15  | 10    | 5      | 30    |
| 2    | Francia         | 8   | 9     | 5      | 22    |
| 3    | Venezuela       | 5   | 3     | 1      | 9     |
| 4    | Portugal        | 4   | 4     | 7      | 15    |
| 5    | Chile           | 3   | 5     | 6      | 14    |
| 6    | Australia       | 3   | 1     | 5      | 9     |
| 7    | España          | 2   | 2     | 4      | 8     |
| 8    | Estados Unidos1 | 2   | 2     | 1      | 5     |
| 9    | Sudáfrica       | 1   | 3     | 4      | 8     |
| 10   | Perú            | 1   | 3     | 1      | 5     |
| 11   | Costa Rica      | 1   | 1     | 1      | 3     |
| 12   | Puerto Rico     | 1   | 0     | 2      | 3     |
| 13   | Japón           | 1   | 0     | 1      | 2     |
| 14   | Marruecos       | 0   | 1     | 1      | 2     |
| 15   | Tahití          | 0   | 1     | 0      | 1     |
| 15   | Argentina       | 0   | 1     | 0      | 1     |
| 16   | Alemania        | 0   | 0     | 1      | 1     |

( )1= Incluye a Hawái.
Ganadores por país
| País           | Equipos | Hombres | Mujeres | Dropknee | Aloha | Juvenil | Total |
| -------------- | ------- | ------- | ------- | -------- | ----- | ------- | ----- |
| Brasil         | 3       | 7       | 5       | —        | —     | —       | 15    |
| Francia        | 1       | 3       | 1       | 1        | 2     | —       | 8     |
| Venezuela      | —       | —       | —       | 2        | 2     | 1       | 5     |
| Portugal       | —       | 2       | 2       | —        | —     | —       | 4     |
| Chile          | 1       | —       | —       | —        | —     | 2       | 3     |
| Australia      | —       | 1       | 2       | —        | —     | —       | 3     |
| Estados Unidos | —       | 2       | —       | —        | —     | —       | 2     |
| España         | —       | —       | —       | 1        | —     | 1       | 2     |
| Sudáfrica      | —       | 1       | —       | —        | —     | —       | 1     |
| Puerto Rico    | —       | —       | 1       | —        | —     | —       | 1     |
| Perú           | —       | —       | —       | —        | —     | 1       | 1     |
| Costa Rica     | —       | —       | —       | —        | —     | 1       | 1     |
| Japón          | —       | —       | —       | —        | —     | 1       | 1     |